# Monika Schwinn
Monika Schwinn (* 16. September 1942 in Lebach; † 12. März 2019 ebenda) war eine deutsche Krankenschwester, die im Rahmen einer humanitären Hilfsaktion des Malteser Hilfsdienstes zusammen mit vier weiteren deutschen Hilfskräften in Südvietnam tätig war und von Vietcong-Rebellen entführt wurde. Dieses Ereignis fand weltweit mediales Interesse.

## Leben
Monika Schwinn erlernte nach ihrer Schulausbildung das Friseurhandwerk, ließ sich später zur Kinderkrankenschwester ausbilden und war im Krankenhaus Lebach eingesetzt. Sie folgte einem Aufruf des Malteser Hilfsdienstes zur Hilfe der Zivilbevölkerung in Südvietnam und begann 1968/1969 als Krankenschwester auf einer Kinderstation in Da Nang.
Am 27. April 1969, einem Sonntag, wurde sie zusammen mit dem Arzt Bernhard Diehl, den Krankenschwestern  Marie-Luise Kerber und Hindrika Kortmann sowie dem Sanitäter Georg Bartsch auf einer Landpartie durch die Guerillaorganisation Vietcong gekidnappt und nach langen Aufenthalten in verschiedenen Lagern nach Nordvietnam entführt. Monika Schwinn und Bernhard Diehl – die übrigen Mitgefangenen überlebten die Strapazen nicht – kamen schließlich als Geiseln ins sogenannte Hanoi-Hilton, wo sie  als politische Gefangene gefoltert wurden.
Mit dem Pariser Abkommen vom 27. Januar 1973 wurde der Vietnamkrieg beendet und Friede geschlossen. Dadurch wurde der Weg zu einer Rückkehr nach Deutschland frei. 
Am 7. März 1973 kamen Monika Schwinn und Bernhard Diehl von der Kriegsgefangenschaft sichtlich gezeichnet in ihre Heimat zurück.
Bereits fünf Tage später wurde sie in ihrem Heimatort Lebach zur Ehrenbürgerin erklärt. Schwinn trug sich in das Goldene Buch der Stadt ein. 
Später nahm sie wieder ihre Tätigkeit als Krankenschwester im Krankenhaus Lebach auf. 

## Medienberichte
- SR-Mediathek: 1973 – Monika Schwinn ist wieder zu Hause online
- 1973 Der Spiegel Nr. 14/1973 »An mir beißt ihr euch die Zähne aus« online
- 1973 Die Zeit Nr. 13/1973 „Von den Vietcong verschont“
- BILD-Zeitung 30. August 2008 „Ich saß mit McCain im Foltergefängnis des Vietcong“ Digitalisat
- Pressreader Saarbrücker Zeitung Digitalisat
- Abendzeitung München 21. Oktober 2013: Deutsche Malteser-Helfer zwischen den Fronten Digitalisat

## Ehrungen und Auszeichnungen
- 25. März 1975 Saarländischer Verdienstorden, Amtsblatt Nr. 21/1975 online

## Publikationen
- Monika Schwinn/Bernhard Diehl: Eine Handvoll Menschlichkeit, Stuttgart, Deutscher Bücherbund 1974 und Droemer-Knaur 1975
- Reader’s Digest Auswahlbücher Nr. 3/1975 Eine Handvoll Menschlichkeit